# ドマニシ
ドマニシ（グルジア語: დმანისი、グルジア語ラテン翻字: Dmanisi）とは、ジョージアのクヴェモ＝カルトリ州にある集落であり、考古学的遺跡としてよく知られている。同国の首都であるトビリシから93kmほど南西のマシャヴェラ河谷に位置する。アフリカ以外で見られるものとしては最古の人類遺跡であり、その年代は現在からおおよそ181万年前に遡る。またドマニシ原人とも呼ばれる化石人骨の出土遺跡としても知られる。

## 歴史
ドマニシの地には初期青銅器時代から集落の存在が推定されているが、実際に街の存在が文書中に確認出来るのは9世紀の、アラブによる支配期からである。また7世紀のイスラーム支配以前においてジョージアではキリスト教が広く浸透しており、6世紀ドマニシにはキリスト教正教会の大聖堂、「ドマニシス＝シオニ」（ドマニシのシオン。ジョージアの大聖堂には聖地の名前が付けられることが多い）が建設されたことが知られている。ドマニシは物品・文化交流の結節点にあり重要な意味を持っていたといえ、中世にはジョージアの中でも有数の商業都市として栄えることとなった。11世紀末にはセルジューク朝によって一時征服されたものの、1123年から1125年の間にはダヴィト4世によって奪還された。しかし14世紀にはティムールの軍勢が、そして1486年にはトルクメン人が来襲して街を破壊したため、それから18世紀までは、ほとんど人の住んでいない寒村であったとされている。ドマニシの城は、ジョージアの名家であるオルベリアニ家が支配していた。

## 考古学的遺跡として

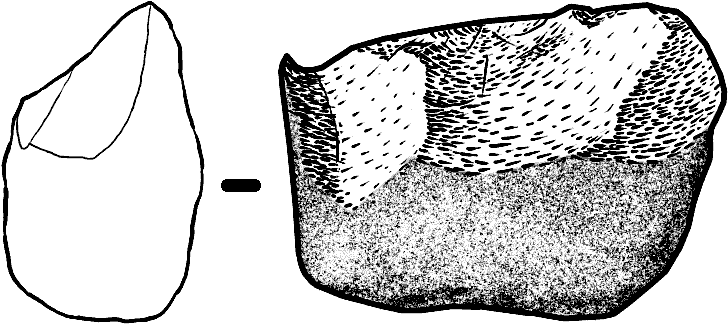
更新世の地層から発見された石器

ドマニシでは、1936年から大規模な考古学的調査が開始され、1960年代まで継続された。遺構から多くの古代・中世の人工物が発見されたが、出土物の中でも特に注目に値するのは先史時代の人類や動物の骨であった。出土した動物骨のうちあるものは1983年にジョージアの古生物学者であるアベサロム・ヴェクアによって研究され、絶滅したサイの一種である Dicerorhinus etruscus の歯に相当するとされた。この種の存在は、更新世の前半期にまで遡れると推定されている。1984年には旧石器が発見され、ドマニシは重要な考古学上の遺跡としてより多くの学者の注目を集めることとなった。ドマニシから出土する石器はアシューリアンに特徴的なハンドアックスを含まず、アシューリアンに先行するオルドワン型の石器インダストリーに分類される。

## ホモ・ゲオルギクス
1991年から2005年にかけて、ドマニシでは初期人類の化石が出土した。これらの人骨は「ホモ＝エレクトゥス＝ゲオルギクス」もしくは「ドマニシ原人」と呼ばれている。おおよそ180万年前に生息していたとみられ、現在ではホモ・エレクトスの亜種であるとする意見がある。コーカサス地方における初期人類の化石の中でも代表的なものである。今まで４個体の骨格が発見されており、四肢骨や脊椎は比較的発達しているものの上体に関しては原始的な形態をとどめているとされている。ドマニシ原人の発見以前は、アフリカで誕生した人類が他の大陸へと進出した時期について、ちょうど約100万年前であるという説が学界の多数を占めていた。しかしドマニシにて人骨が発見され研究が進み、約190万年前にホモ・エレクトスが誕生してから間もなく出アフリカが行われた可能性が濃厚となってきている。